# Rabelj, Italija
Rabelj (italijansko Cave del Predil, nemško Raibl, furlansko Rabil) je naselje blizu Trbiža v Italiji, na meji med Italijo in Slovenijo.
Leži na višini 900 m v Rabeljski dolini, ki jo na severovzhodu obdajajo Rabeljske špice (Cinque Punte, 1.909 m), na severozahodu Kraljevska špica (1.912 m), na jugozahodu Vrh nad jezerom (Jôf del Lago) in na jugovzhodu Jerebica (2.195 m). Blizu vasi je prelaz Predel (1.165 m), ki vodi v Slovenijo.
Območje leži severno od glavnega alpskega razvodja (ki prečka prelaz) in posledično pripada porečju Donave in s tem Črnemu morju. Nedaleč od vasi leži Rabeljsko jezero (959 m), ki je priljubljena turistična destinacija.